# Společenské vědy (školní předmět SSSR)
Společenské vědy (rusky обществове́дение) byl školní předmět vyučovaný v 10. ročníku na středních školách a směřující k získání znalostí v oblasti společenských věd, vyložených pod zorným úhlem marxismu-leninismu. Vyučoval se do roku 1991 a obsahoval 1) základy marxisticko-leninské filozofie, 2) základy marxistické ekonomie a 3) základy vědeckého komunismu. Sovětská středoškolská učebnice společenských věd byla připravena kolektivem autorů v čele s Georgijem Šachnazarovem.